# Joy Fawcett
Joy Lynn Fawcett, nascuda Joy Biefield i coneguda com a Joy Fawcett (Inglewood, Estats Units 1968) és una jugadora de futbol estatunidenca, ja retirada, guanyadora de tres medalles olímpiques.

## Biografia
Va néixer el 8 de febrer de 1968 a la ciutat d'Inglewood, població situada a l'estat de Califòrnia.

## Carrera esportiva
Membre dels clubs de futbol Ajax America Women i San Diego Spirit, va participar, als 28 anys, en els Jocs Olímpics d'Estiu de 1996 realitzats a Atlanta (Estats Units), on va aconseguir guanyar la medalla d'or en la prova femenina de futbol amb la selecció nord-americana de futbol, en la primera edició que la competició femenina formava part del programa oficial dels Jocs. En els Jocs Olímpics d'Estiu de 2000 realitzats a Sydney (Austràlia) va aconseguir guanyar la medalla de plata en la mateixa competició al perdre la final davant la selecció femenina de Noruega. En els Jocs Olímpics d'Estiu de 2004 realitzats a Atenes (Grècia), la seva última participació olímpica, va aconseguir guanyar una nova medalla d'or en guanyar la selecció brasilera.
Al llarg de la seva carrera ha guanyat quatre medalles en la Copa del Món Femenina de Futbol guanyant les edicions de 1991 i 1999.